# 中島啓雄
中島 啓雄（なかしま ひろお、1937年12月25日 - 2024年2月7日）は、日本の政治家。元参議院議員（2期）。関東州大連生まれ。長野県育ち。　

## 来歴
成蹊高等学校、東京大学経済学部経済学科卒業。JR貨物の役員を経て、1995年、第17回参議院議員通常選挙で自由民主党公認で比例区から立候補するも落選。その後、1999年8月に石川弘が死去したため、同月20日付で繰上補充となり、当選。その後2001年、再選を目指して立候補した第19回参議院議員通常選挙でも落選したが、その約3か月後に高祖憲治が辞職したため、同年10月3日付で再び繰上補充により当選となった。2回の当選はいずれも繰上当選であった。2007年の任期満了をもって、次期選挙には立候補しなかった。
2024年（令和6年）2月7日 - 肺腺がんのため東京都青梅市内の病院で死去した。86歳没。死没日付をもって従四位に叙された。

## 経歴
- 1961年（昭和36年） - 日本国有鉄道入社
- 1966年（昭和41年） - 仙台鉄道管理局総務部人事課長
- 1974年（昭和49年） - 大分鉄道管理局総務部長
- 1987年（昭和62年） - 日本貨物鉄道株式会社取締役総合企画部長兼財務部長
- 1988年（昭和63年） - 日本貨物鉄道株式会社常務取締役
- 1990年（平成2年） - 日本貨物鉄道株式会社関西支社長
- 1992年（平成4年） - 日本運輸倉庫株式会社取締役副社長
- 1996年（平成8年） - 参議院運輸委員会調査室長
- 1999年（平成11年） - 第17回参議院議員通常選挙（比例代表）で繰り上げ当選
- 2001年（平成13年） - 第19回参議院議員通常選挙（比例代表）で繰り上げ当選（2回目）
- 2002年（平成14年） - 参議院決算委員会理事
- 2003年（平成15年） - 防衛庁長官政務官
- 2005年（平成17年） - 参議院文教科学委員長
- 2007年（平成19年） - 第21回参議院議員通常選挙立候補せず
- 2008年（平成20年） - 旭日重光章受章[5]

## 著書
- 『現代の鉄道貨物輸送』

## 参考
- 『現代日本人名録2002』日外アソシエーツ

| 公職                   | 公職                                            | 公職                   |
| ---------------------- | ----------------------------------------------- | ---------------------- |
| 先代 小島敏男 佐藤昭郎 | 防衛庁長官政務官 嘉数知賢と共同 2003年 - 2004年 | 次代 北村誠吾 柏村武昭 |
| 議会                   |                                                 |                        |
| 先代 亀井郁夫          | 参議院文教科学委員長 2005年 - 2006年            | 次代 荒井正吾          |